# Viktor von Weizsäcker
Viktor von Weizsäcker (21. dubna 1886 Stuttgart - 9. ledna 1957 Heidelberg) byl německý neurolog, fyziolog a filosof, zakladatel psychosomatické medicíny.
Vystudoval medicínu v Tübingen, kde navštěvoval také přednášky W. Windelbanda a seznámil se s fyziologem H. Drieschem. Zabýval se neurologií a fyziologií srdce. Roku 1920 se oženil se sestrou slavného romanisty E. R. Curtia, vedl neurologické oddělení v Heidelbergu a roku 1926 navštívil S. Freuda. V té době také společně s M. Buberem vydával časopis Die Kreatur (Tvor), kde také publikoval své první práce k lékařské antropologii. Ve 30. letech uveřejnil svůj koncept „tvarového kruhu“ (Gestaltkreis), těsného propojení mezi vnímáním a pohybem. Na tomto základě vypracoval spolu s M. Fuchsovou také novou hlubině psychologickou terapii „funkčního uvolnění“. 
Hlavním Weizsäckerovým cílem byla „humanizace“ medicíny, uznání pacienta jako lidské osoby a respekt k jeho vlastnímu duševnímu životu. Čistě biologická medicína není podle něho nikdy chráněna před zneužitím, jakým byly nacistické zločiny. Proto se snažil medicínský pohled na člověka zasadit do širšího rámce antropologie, celkové vědy o člověku, včetně jeho transcendentní stránky.
Weizsäckerovo hlavní dílo Der Gestaltkreis začíná slavnou větou:
„Kdo chce zkoumat živé, musí se sám na životě podílet.“